# Kpuéré
Pour le département, voir Kpuéré (département).
Kpuéré, également orthographié Kpuèrè, est une commune et le chef-lieu du département de Kpuéré dans la province du Noumbiel de la région Sud-Ouest au Burkina Faso.

## Géographie
Kpuéré est située à environ 100 km au sud de Gaoua, la ville burkinabè la plus importante de l'extrémité méridionale du pays, et à 40 km au sud de Batié, le chef-lieu de la province. C'est la localité administrative la plus importante située dans la pointe sud du pays, entre la Côte d'Ivoire à l'ouest et le Ghana à l'est bien que Kpuéré ne soit pas le village le plus peuplé du département.
La commune est traversée par la route nationale 11, menant à la Côte d'Ivoire dont la frontière est distante de 7 km. Cependant, le tronçon de route situé entre le sud de Batié et Kpuéré est en extrêmement mauvais état, notamment au niveau du franchissement de la rivière Poni, et devient impraticable aux quatre roues durant la saison des pluies.

## Économie
Du fait de sa position frontalière entre trois pays, Kpuéré bénéficie d'activités d'échanges et commerciales régionales.

## Santé et éducation
Kpuéré accueille un centre de santé et de promotion sociale (CSPS) tandis que le centre médical avec antenne chirurgicale (CMA) de la province se trouve à Batié.